# Chiropsalmidae
Chiropsalmidae é uma família de cubozoários da ordem Chirodropida.

## Géneros
- Chiropsalmus L. Agassiz, 1862
- Chiropsella Gershwin, 2006
- Chiropsoides Southcott, 1956